# 7476 Ogilsbie
7476 Ogilsbie (1993 GE) là một tiểu hành tinh vành đai chính được phát hiện ngày 14 tháng 4 năm 1993 bởi T. B. Spahr ở Catalina .